# Culture du Ghana

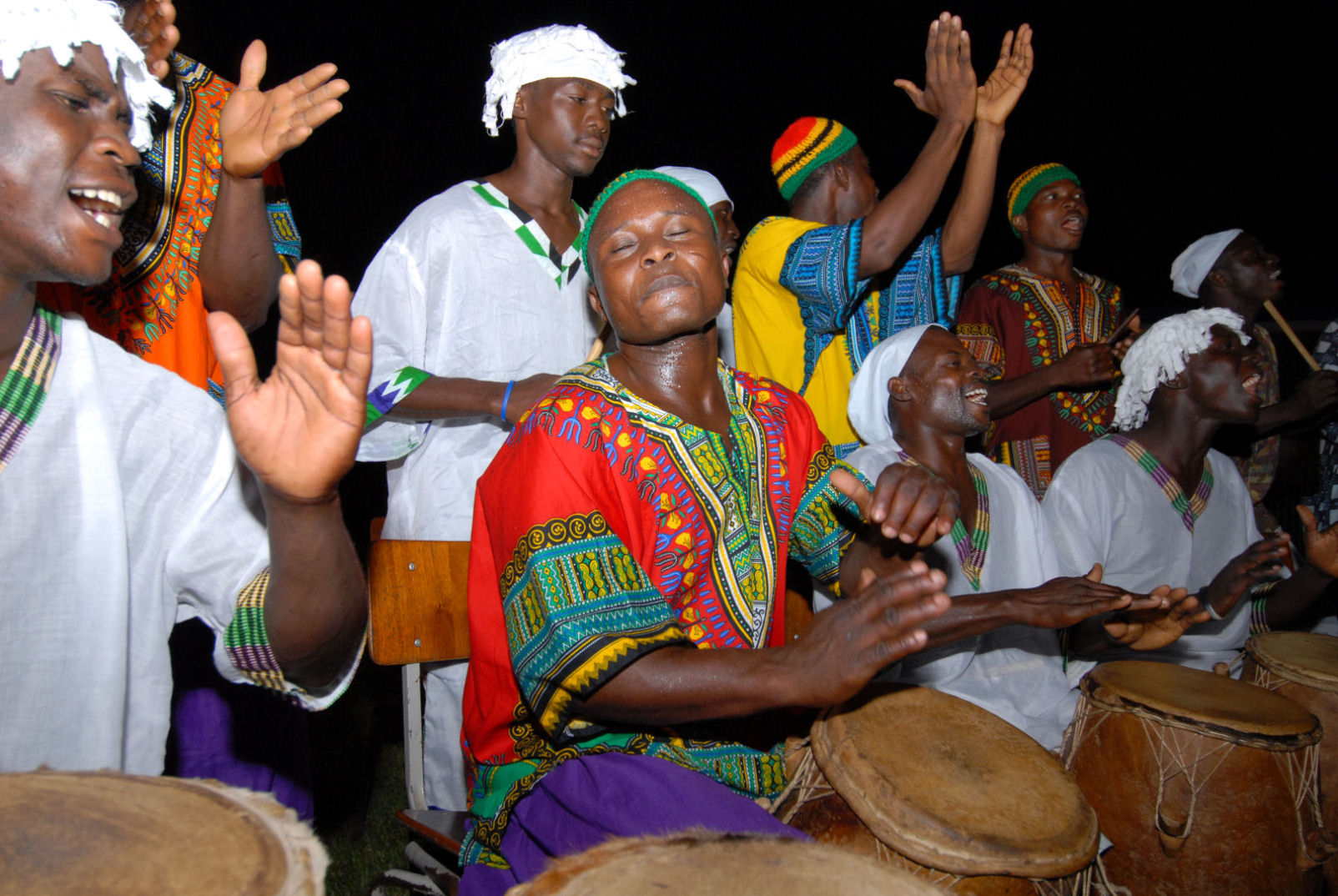
Percussionnistes à Accra

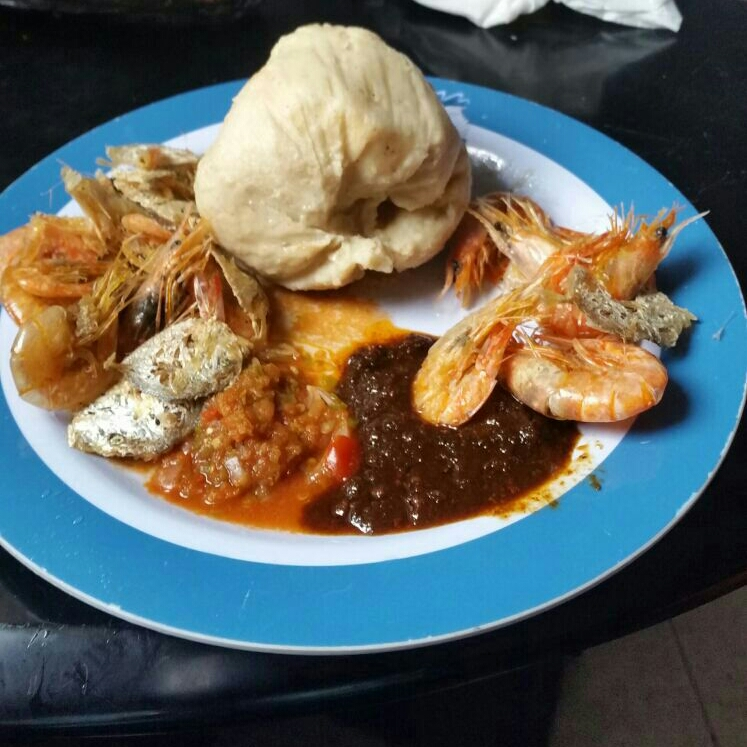
Kenkey ga accompagné de crevettes

La culture du Ghana, pays d'Afrique de l'Ouest, est l'ensemble des pratiques culturelles de ses trente millions d'habitants et de sa diaspora.

## Langues, peuples, cultures

### Langues
La langue officielle est l'anglais. Il existe neuf langues nationales : akan (twi, fanti), dagaare (wale), dagbane, dangme, ewe, ga, gonja, kasem et nzema. Le haoussa est largement utilisé comme lingua franca chez les musulmans du Ghana. On compte quatre-vingt langues locales (et bien plus de dialectes) :
- - abron, adele, afrihili, ahanta, akan, anii, animere, anyin, avatime
  - bambara, birifor, bowili, buli, chakali, chakosi, chala, cherepon, chumbrung,
  - dagaare, dagbani, dagbon, dangme, deg, delo, dompo, efutu, ewe, frafra,
  - ga, gbe, gua, guang, hanga, haoussa, jwira-pepesa, kabye, kamara, kantosi, kasena, kabu, konkomba, konni, kposo, krache, kusasi,
  - larteh, lelemi, ligbi, likpe, logba, mamprusi, moba, mossi, mpra, mpur,
  - nabit, nafaanra, nkami, nkonya, ntcham, nuni, nyangbo-tafi, nzema
  - paasaal, safaliba, santrokofi, sehwi, sisaala, siti, siwu, talni, tamprusi, tem, tonjon
  - vaglaa, wali (gur), winye, yobe...

Le français est compris ou utilisé par moins de 1 % de la population.

### Populations
Six grands groupes ethniques peuplent le Ghana, les Akan au centre et au sud, les Ga et les Adangmés, près d'Accra, les Guangs (Ghanjawiyyu), en forêt humide, les Dagombas, Mamprusis et peuples proches, au nord, les peuples de langues gourounsi (gur), au nord, les Gonjas au nord...
La diaspora ghanéenne (émigration) est importante ainsi que l'immigration.

## Traditions

### Religion
- Religions traditionnelles africaines, animisme, fétichisme, esprit tutélaire
- Religion en Afrique, anthropologie de la religion, syncrétisme
- Christianisme en Afrique, islam en Afrique, islam radical en Afrique noire
- Religion au Ghana, Religions au Ghana
  - Christianisme (71,2 %)
    - Église catholique du Ghana (en) (13,1 %, 2,7 millions de fidèles en 2020), Liste des diocèses du Ghana, Liste des cathédrales du Ghana, Ignace Hummel (1827-1924)
    - Orthodoxie
    - Méthodisme, baptisme, luthéranisme, anglicanisme, presbytérianisme,
    - Convention baptiste du Ghana, Pentecôtisme, Adventisme, Église adventiste du septième jour, Mennonisme, Église néo-apostolique, Quakers (Société religieuse des Amis), Témoins de Jéhovah...
    - Église de Jésus-Christ des saints des derniers jours au Ghana (en), Temple mormon d'Accra (en) (1998-2004)
    - International Central Gospel Church (en) (Église centrale internationale de l'Évangile), Mensa Otabil (en) (1959-)

  - Islam au Ghana (17,6 %)[1] (environ 25 millions en 2017), Hamallayya (en) (Hammalisme), Ahmadisme
  - Religions traditionnelles africaines au Ghana (et en Afrique de l'Ouest)
    - Animisme (5,2 %) ou davantage, dont Poro, Tongnaab, Sandobele (en), féticheurs, syncrétisme
    - Religion des Ga (de), festival Homowo
    - Religion akan (du peuple Akan), avec deux principales divinités (Nyame, Asase Ya), Festival Adae (de) (fête de l'igname),
    - Vaudou, Liste des esprits dans le vaudou (de)
    - Servitude rituelle (en), Trokosi...
    - Mouvement rastafari, Bobo Shanti (1958-)
    - Sorcellerie au Ghana (en), Enfants spirituels (en), Camp de sorcières (en) (dont Gambaga Witch camp (en))

  - Autres religions minoritaires
    - Afrikania Mission (1982)[2], Nouveau mouvement religieux, néo-traditionnel, africaniste, kémitiste, créé (au Ghana) par Vincent Kwabena Damuah (en) (1930-1992)
    - hindouisme au Ghana (en)
    - Bouddhisme (1 000 ?), Bahaïsme (1000 ?), Sikkhisme (200 ?), Judaïsme (100?)

  - Irréligion, Irréligion au Ghana (en) (5,3 %)

Depuis 1992 existe un "Centre initiatique des kômians Adjoua Messouma d'Aniansué" (CIKAMA), en Côte d'Ivoire, reconnu officiellement en 2014 par le gouvernement ivoirien, et formant les féticheuses, du peuple Akan.

### Symboles
- Armoiries du Ghana
- Drapeau du Ghana
- God Bless Our Homeland Ghana, hymne national depuis 1957
- Devise nationale : Freedom and Justice (en anglais), soit Liberté et Justice
- Emblème animal national : l'aigle royal

### Folklore et Mythologie
- Anansi (Ananse, araignée friponne), Asanbosam et Obayifo (vampires)
- Sankofa, Akuaba, Adze...

### Pratiques
Les pratiques sociales, rituels et événements festifs relèvent (pour partie) du patrimoine culturel immatériel de l'humanité.
- Calendrier akan (en)

### Fêtes
- Fêtes et jours fériés au Ghana
- Aboakyer festival (en)
- Fête d'Adae (de) (akan)
- Apoo festival (en)
- Homowo

## Vie sociale

### Groupes humains
- Démographie du Ghana

### Famille
- Mutilations génitales féminines
- Polygamie au Ghana (en), illégale
- Droits LGB en Afrique de l'ouest (en)
- Prostitution au Ghana (en)
- Condition féminine au Ghana, Ama Ata Aidoo (1942-), Nana Oye Lithur
- Mariages traditionnels au Ghana (de)
- Travail des enfants en Afrique (en) (dont le Ghana)

#### Noms
- Anthroponymes akan
- Nana (titre akan) (en)
- Nom de famille, Nom personnel

### Société
- Palabre, Arbre à palabres

### Éducation

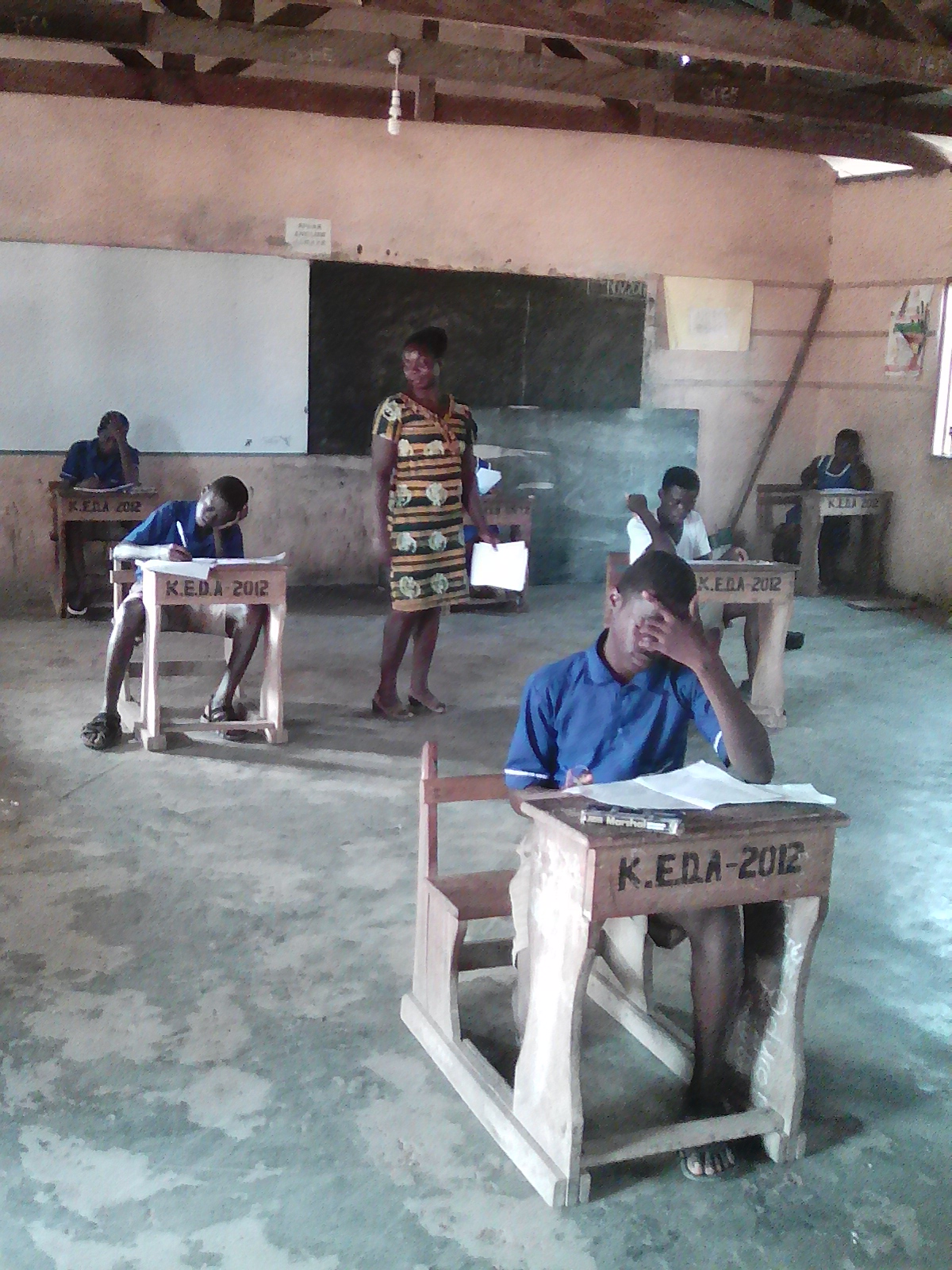
Salle de classe à Kwahu Tafo.

- Éducation au Ghana
- Liste d'universités au Ghana (en)
- Lycée français d'Accra
- Académie des sciences, des arts, des cultures d'Afrique et des diasporas africaines
- Consortium pour le management de la recherche fondamentale et appliquée en Afrique au sud du Sahara

### Étiquette(s)
- Comportement social au Ghana (en)

### Droit
- Criminalité au Ghana
- Assassinats au Ghana
- Émeutes d'Accra en 1948
- Corruption au Ghana (en)
- Scandale judiciaire ghanéen de 2015 (en)
- Tragédie du stade d'Accra de 2001
- Human trafficking in Ghana (en)
- Droits de l'homme au Ghana
- Rapport Ghana 2016-2017 d'Amnesty International
- Fraude 4-1-9 (arnaque nigériane), Sakawa
- Sécurité au Ghana[5],[6]

### Listes
- Liste de personnalités ghanéennes
- Personnalités ghanéennes

### État
- Chefferie Akan (en), chefferie institutionnelle (Ghana), clans, totems, Denkyirahene...
- Liste de guerres concernant le Ghana (depuis 2000)
- Liste de conflits au Ghana
- Politique au Ghana
- Histoire du Ghana

## Arts de la table

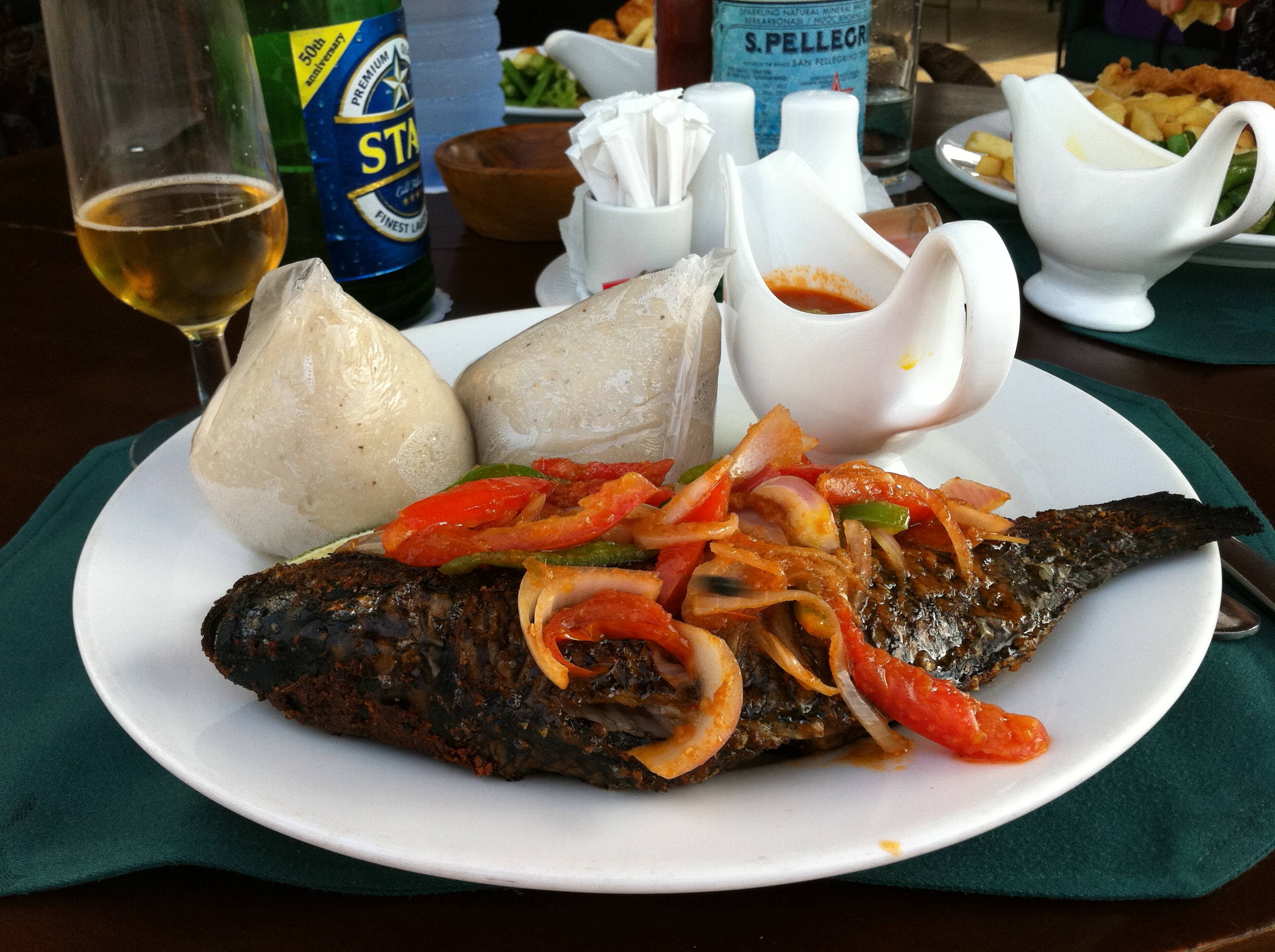
Tilapia grillé servi avec du banku

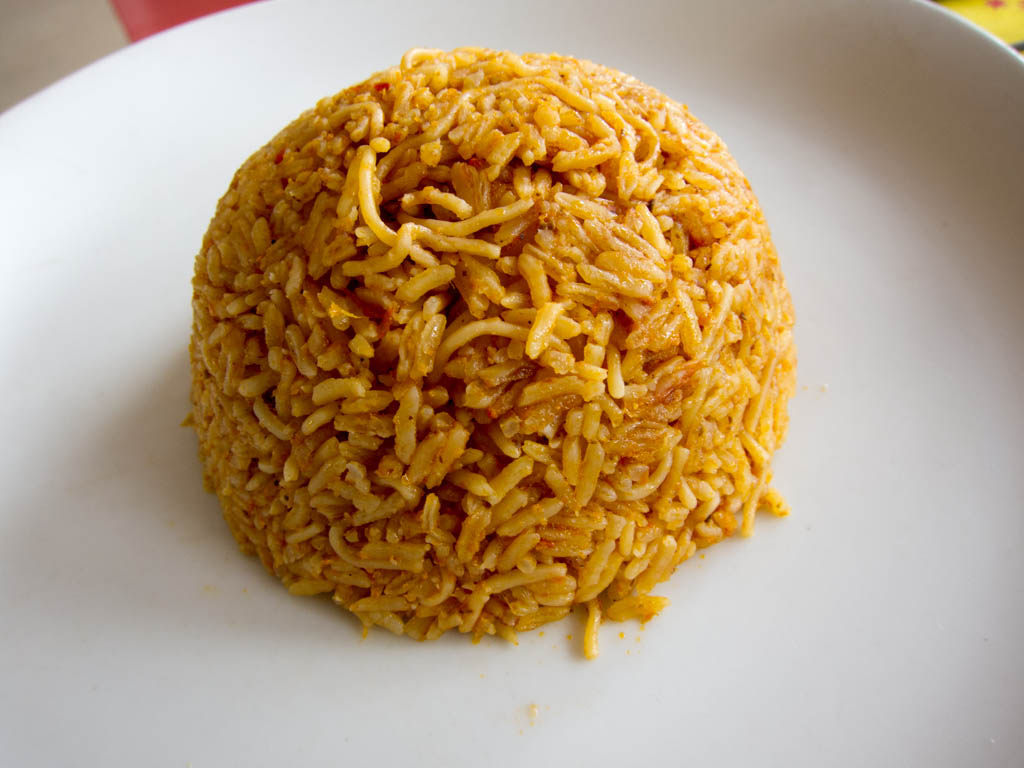
Riz wolof (Ghana)

- Festival d'igname Ashanti
- Fête de l'igname Asogli (en)
- Fête de l'igname Fofie (en)
- Fête de l'igname Igbo (en)

### Cuisine(s)
- Cuisine ghanéenne
- Foutou d'igname, Igname sous d'autres formes
- Patate douce, manioc, taro...
- Viande de brousse, Biche, Agouti...
- Poissons, de mer ou du lac Volta
- Gambas, Soso, Mâchoiron, Thon...
- Mafé, Kédjénou, Attiéké, Alloco, Cococha, Placali, Attoukpou...
- Riz wolof ou bènn tchin / benachin
- Shito
- Gari, pâte de farine de manioc
- Kelewele
- Kenkey
- Waakye (wache)
- Suya
- Banku
- kebab (brochettes de viandes en tout genre, vendues dans la rue)
- plain rice
- Indomie
- Fried rice
- Yam ou fried yam
- Grana soupe
- Cuisine sénégalaise, Cuisine béninoise, Cuisine ivoirienne
- Cuisine africaine, Cuisine ouest-africaine

### Boisson(s)
- Eau
- Bière
- Sobolo (boisson à base d’hibiscus, sucre et gingembre)
- Jus de fruits (mangue...)
- Limonade, limonade d'orange, limonade d'ananas...
- Cola...
- Akpeteshie, alcool de vin de palme

## Santé
- Santé au Ghana (en)
- Pathologies : Maladie du sommeil, tuberculose, paludisme, fièvre jaune, choléra, malaria, pian, Lèpre, trachome, rougeole, tétanos, diphtérie, coqueluche, variole, filariose, HIV/AIDS, malnutrition, santé maternelle et néo-natale…
- Méningite à méningocoques en Afrique sub-saharienne
- Incidence économique du sida en Afrique subsaharienne
- Épidémie africaine de choléra en 2014-2015 (en)
- Épidémie de méningite au Ghana en 2016 (en)
- Soins des yeux au Ghana (en)

### Jeux populaires
- Divertissement au Ghana
- Jeux au Ghana : Awalé, Yoté
- Sporta populaires au Ghana :
  - Football, basket-ball, volley-ball
  - Plongée, pêche,
  - Athlétisme
  - Cyclisme

### Sports
- Diverses rubriques sportives concernant le Ghana
- Sportifs ghanéens, Sportives ghanéennes
- Ghana aux Jeux olympiques
- Ghana aux Jeux paralympiques
- Jeux du Commonwealth, Ghana aux Jeux du Commonwealth
- Jeux africains ou Jeux panafricains, depuis 1965, tous les 4 ans (...2011-2015-2019...)

#### Arts martiaux
- Liste des luttes traditionnelles africaines par pays
- Boxe, Kick-boxing

## Médias
- Médias au Ghana (en)

En 2016, le classement mondial sur la liberté de la presse établi chaque année par Reporters sans frontières situe le Ghana au 26e rang sur 180 pays. C'est l'un des mieux classés des pays africains, après la Namibie. Cependant la situation des journalistes s'y est dégradée depuis 2014. Les attaques, qui se sont multipliées, bénéficient d'un climat d'impunité et de l'absence d'une législation explicite en matière de liberté de l'information.

### Presse écrite
- Liste de journaux au Ghana (en)

### Radio

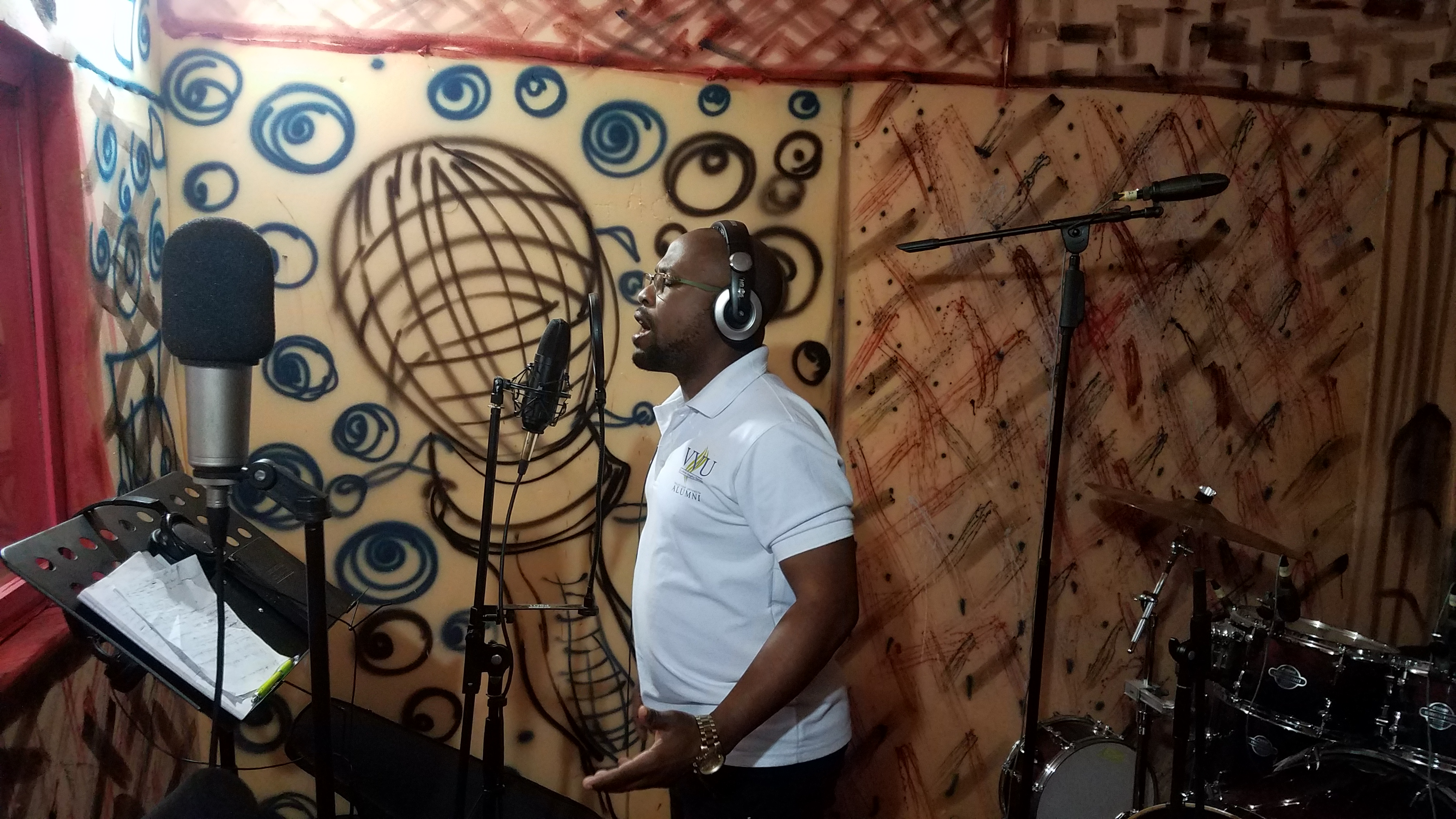
Présentateur de radio en studio

- Liste de stations de radio au Ghana (en)
- Gens de radio au Ghana

### Télévision
- Gens de télévision au Ghana
- Télévision au Ghana
- Ghana Television
- Ghana Broadcasting Corporation

### Internet (.gh)
- Nouveaux média au Ghana (en) (ICT)
- Internet au Ghana (en) (dont censure)
- Blogueurs ghanéens
- Blogging Ghana (en), organisation de blogueurs

## Littérature
- Littérature ghanéenne (en)
- Écrivains ghanéens[9]
- Liste d'écrivains ghanéens
- Quelques noms : Kofi Anyidoho, Amma Darko (1956-), Poetra Asantewa[10]
- Quobna Ottobah Cugoano (1757-1801c), J. E. Casely Hayford (1866-1930)
- Auteurs ghanéens de bande dessinée
- Littératures du Nigeria et du Ghana. 1/ Roman, essai 2/ Poésie, théâtre, musique
- Bibliographie du Ghana (en)[11],[12]
- The Golden Baobab Prize (en), récompense en littérature jeunesse, depuis 2008
- Anowa (en), pièce de théâtre (1970)
- Voices of Ghana (en), enregistrements radiophoniques 1955-1957 (1958, poésie, contes, nouvelles, essais, entretiens)

## Art et artisanat

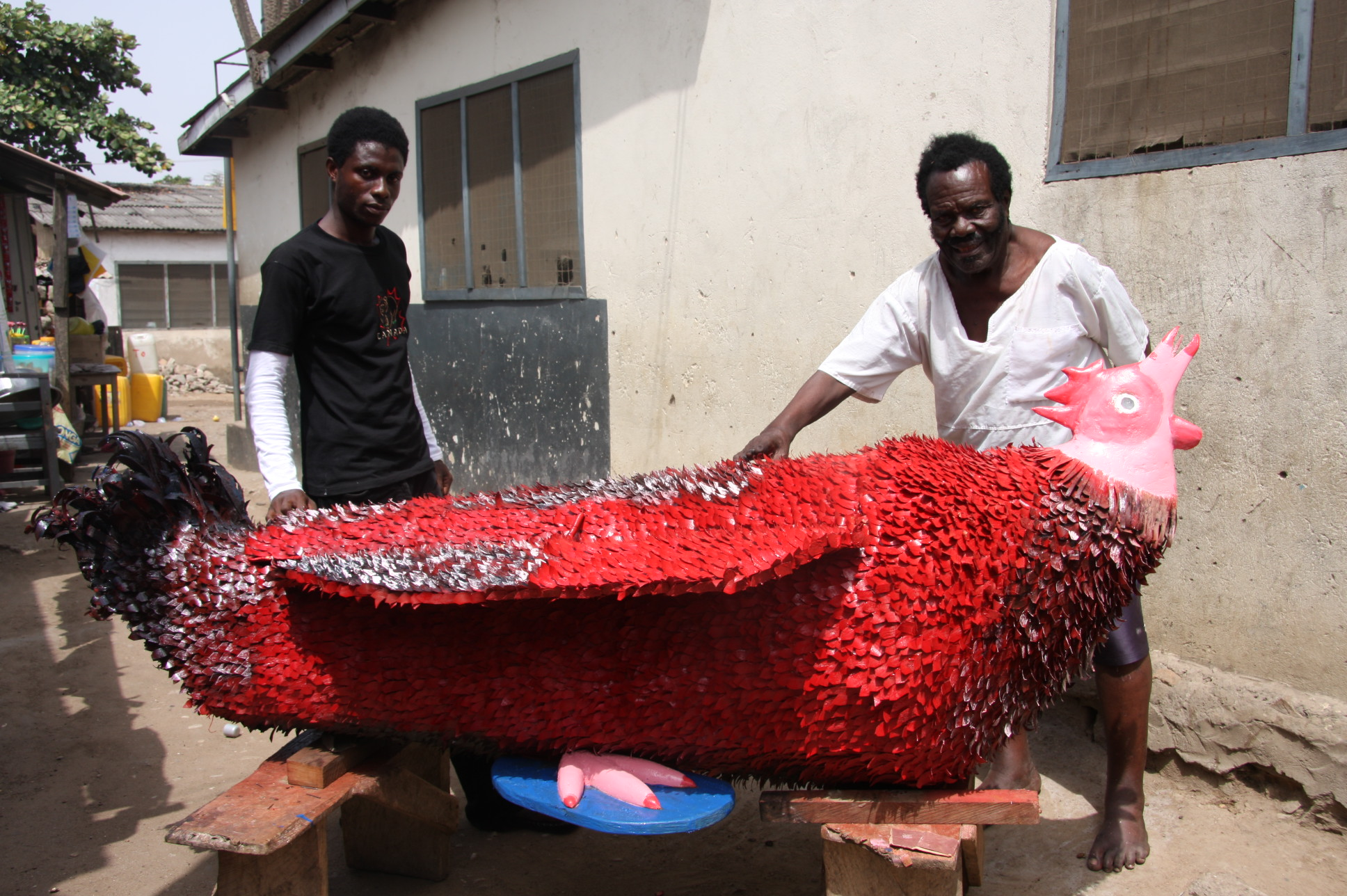
Ataa Oko Addo et Kudjoe Affutu avec le cercueil Coq rouge (photo Regula Tschumi, 2009)

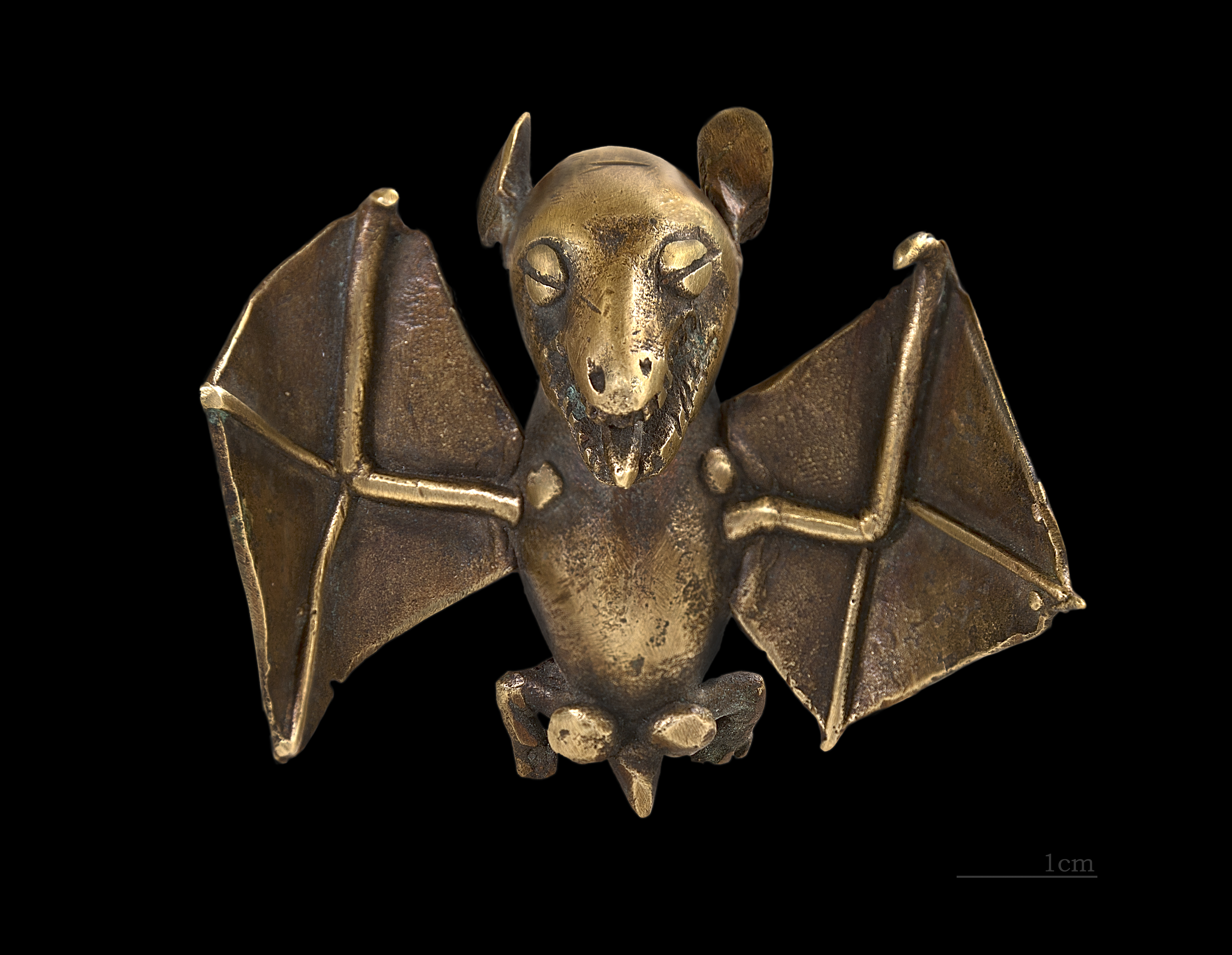
Poids en forme de chauve souris MHNT
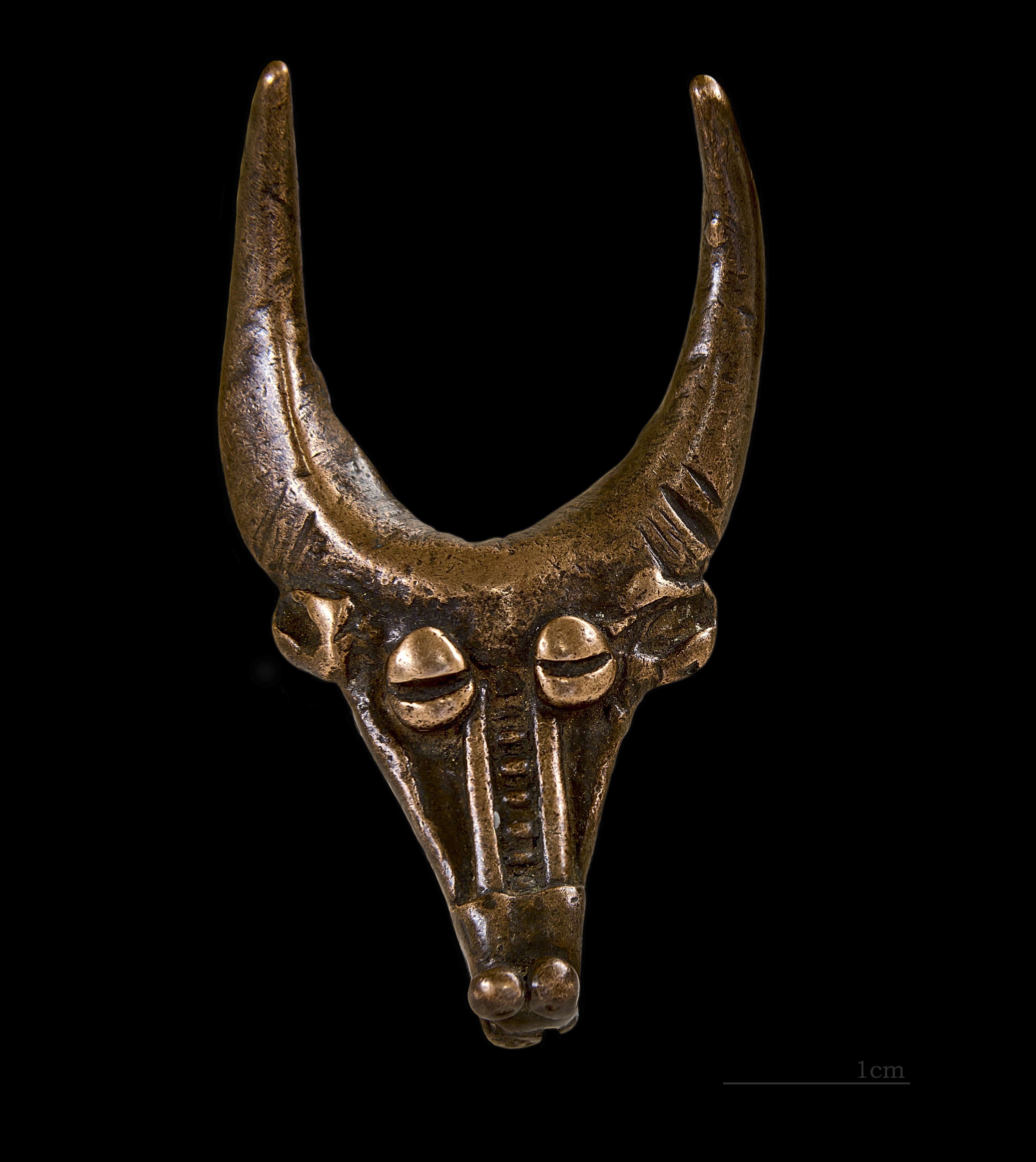
Poids en forme de tête de bovidé MHNT
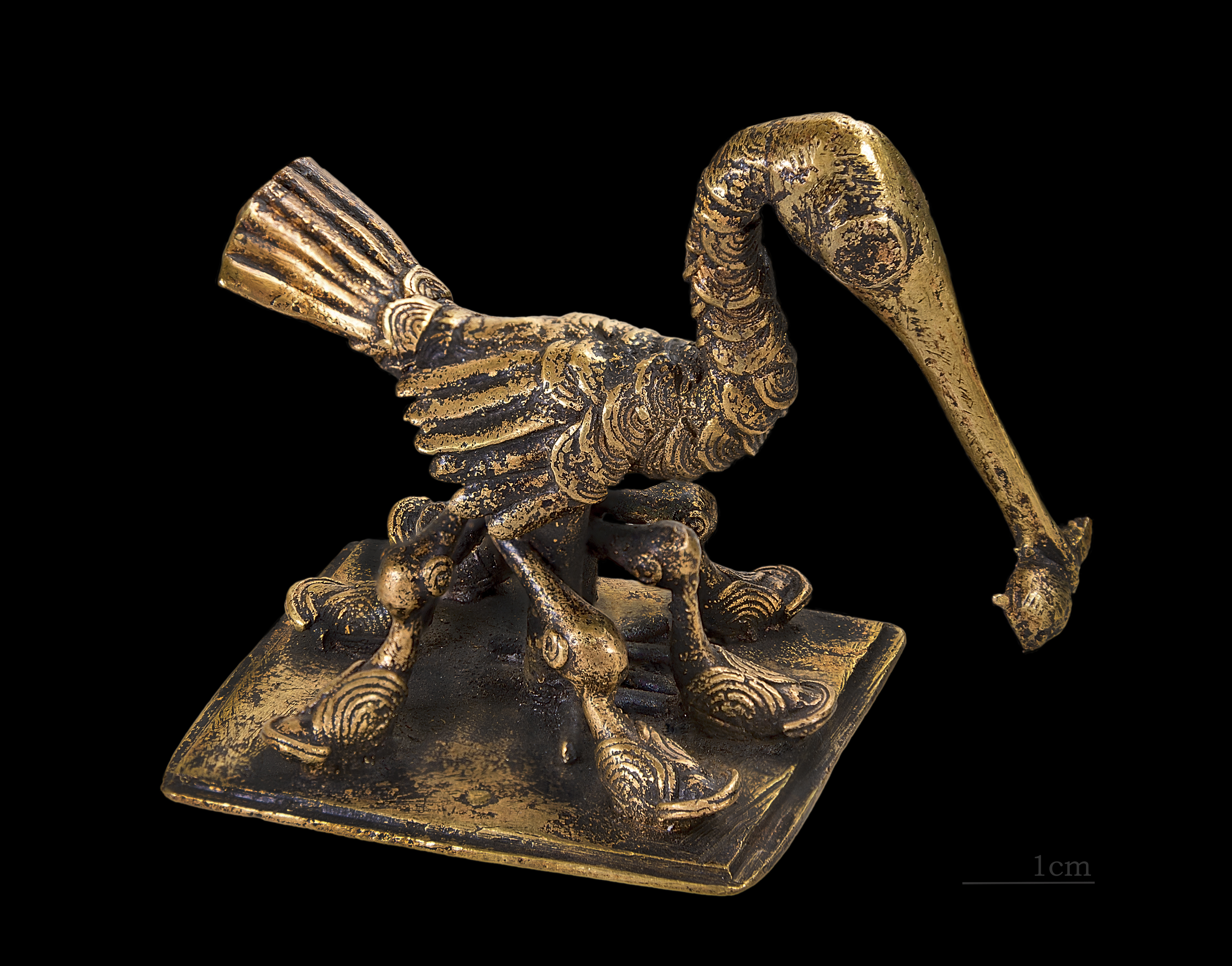
Poids en forme d'oiseau MHNT
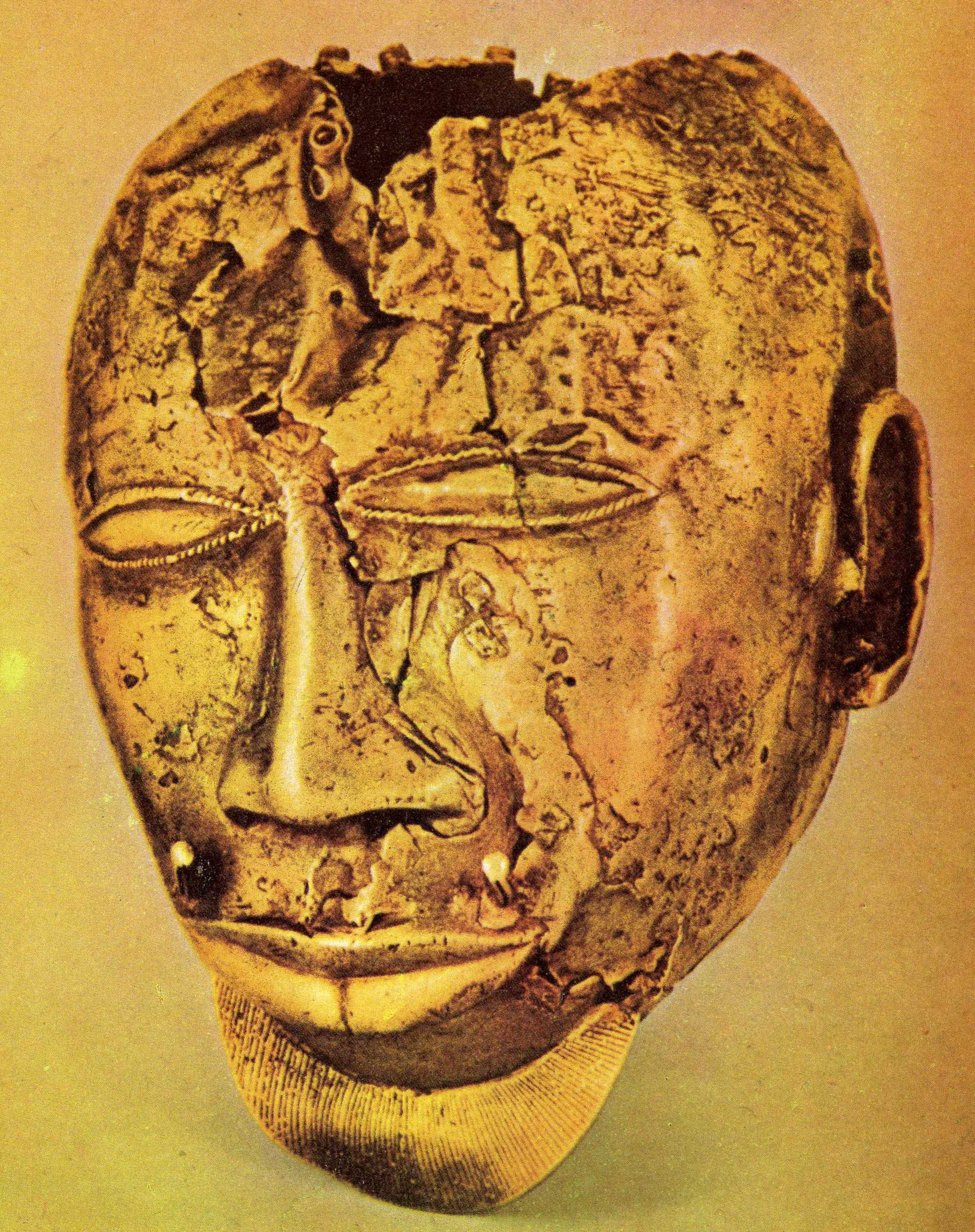
Masque en or ayant appartenu au roi Kofi Kolkalli

- Cercueils personnalisés du Ghana
- Architecture traditionnelle et moderne[13]
- Palanquin figuratif (en)
- Atelier Kane Kwei, menuiserie et sculpture, Eric Adjetey Anang (1985-)
- Perles de verre (en), perles de verre du Ghana, ou akori[14],[15]
- Art ashanti[16] : Ashantis
  - sabre Afena, Masque d'or du roi des Ashantis (es)
  - Bâtiments traditionnels Ashantis[17], sur la liste du patrimoine mondial au Ghana
- Art akan (en)
  - Poids à peser l'or (Akan)
  - Nsodie, têtes commémoratives (Akan, XVIIe – XVIIIe siècle)
  - Symboles Adinkra
  - Pagne kita (kente)
- Designers de mode : Joyce Ababio, Tetteh Adzedu, Kofi Ansah, Oheneba Nana Yaw Boamah, Kofi Okyere Darko, Mimi Plange, Mabel Simpson

L'art et l'artisanat du Ghana sont fortement imprégnés des traditions akan et ashanti. Le répertoire des motifs symboliques et mythologiques imprègne l'architecture, le tissage, l'orfèvrerie, la sculpture, la céramique, la peinture, etc.
Le Ghana, ancienne Côte-de-l'Or, a une longue tradition du travail de l'or (armes, masques, dais, bâtons de commandement, bijoux, etc.). Les objets en cuivre, comme les poids à peser l'or, les balances, les cuillères et les boites servant à conserver la poudre d'or, sont liés à l'orfèvrerie.
La poterie se pratique depuis les temps les plus reculés, comme en témoignent les lampes à huile, vases et coupes conservées au musée national d'Accra. La région Akan est connue pour ses productions de carafes à cols fins et de pots destinés aux rites funéraires. Kwame Amoah et Kofi Asante sont des céramistes contemporains qui témoignent de la vitalité de cette tradition.
L'art du tissage, comme le kente, pièce de tissu en coton décorée de motifs géométriques et l'usage de perles pouvant servir de monnaie d'échange et de marque de distinction sociale sont également indissociables de la culture ghanéenne.

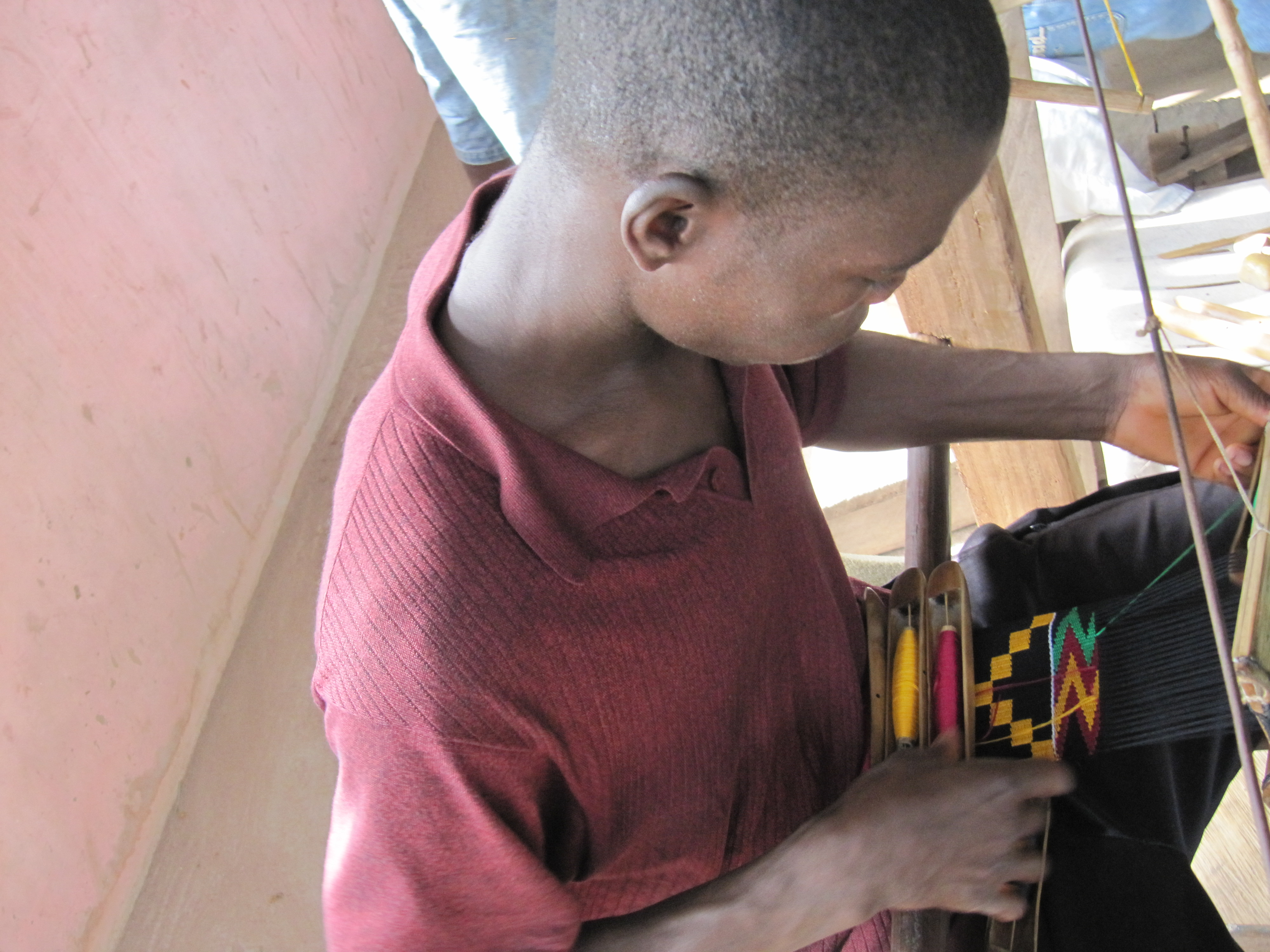
Tissage du kente
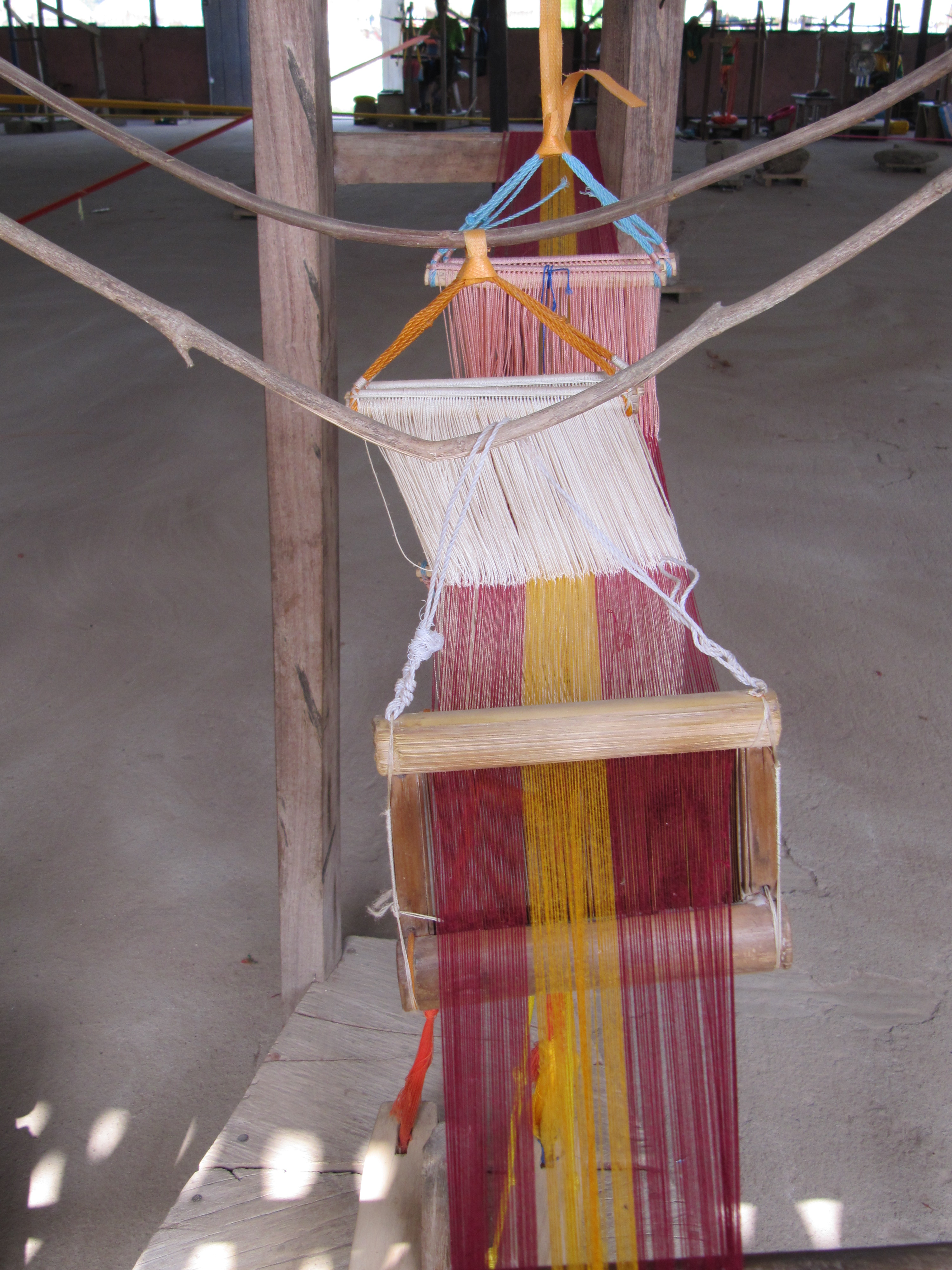
Tissage du kente
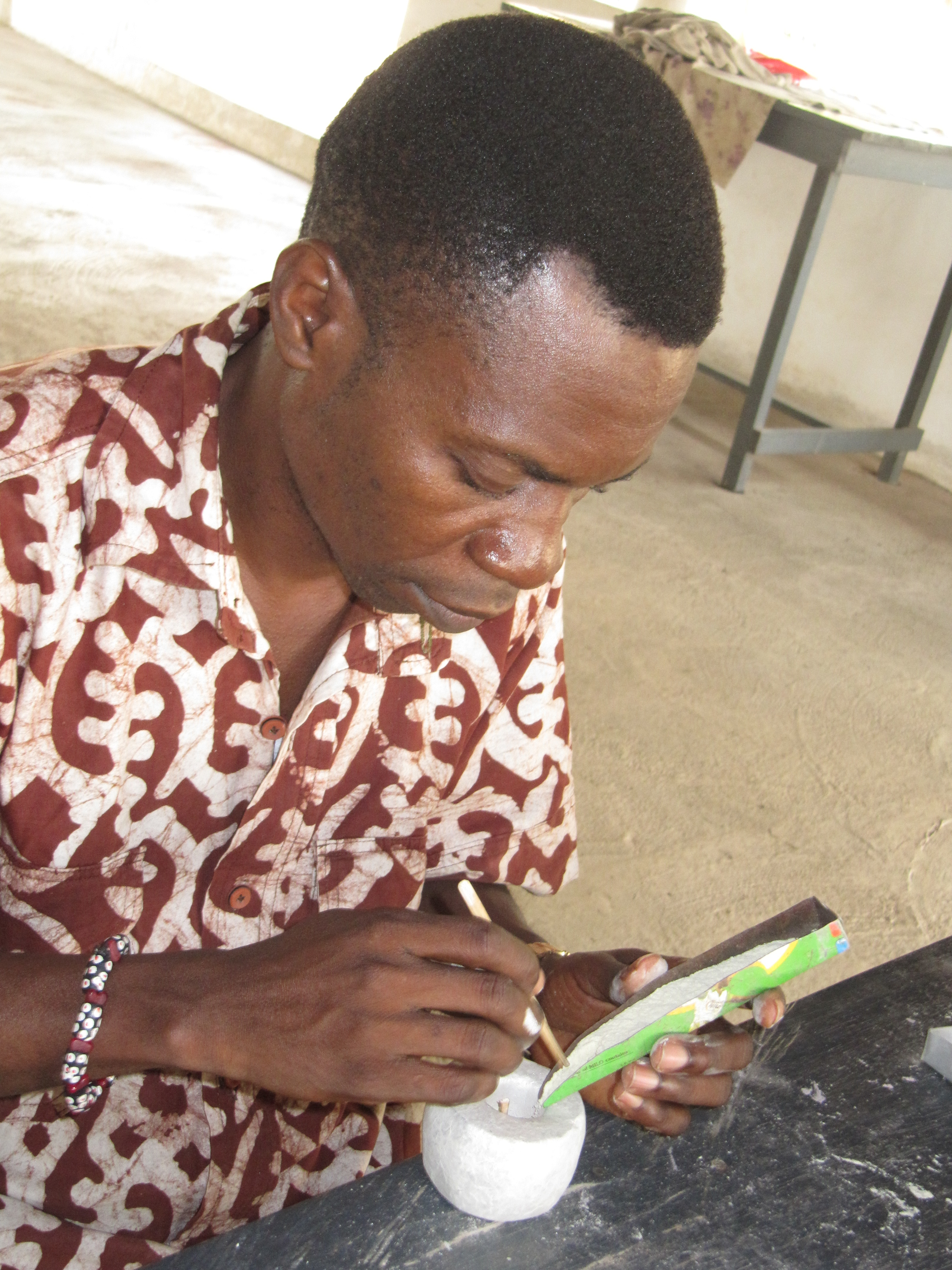
Fabrication de perles
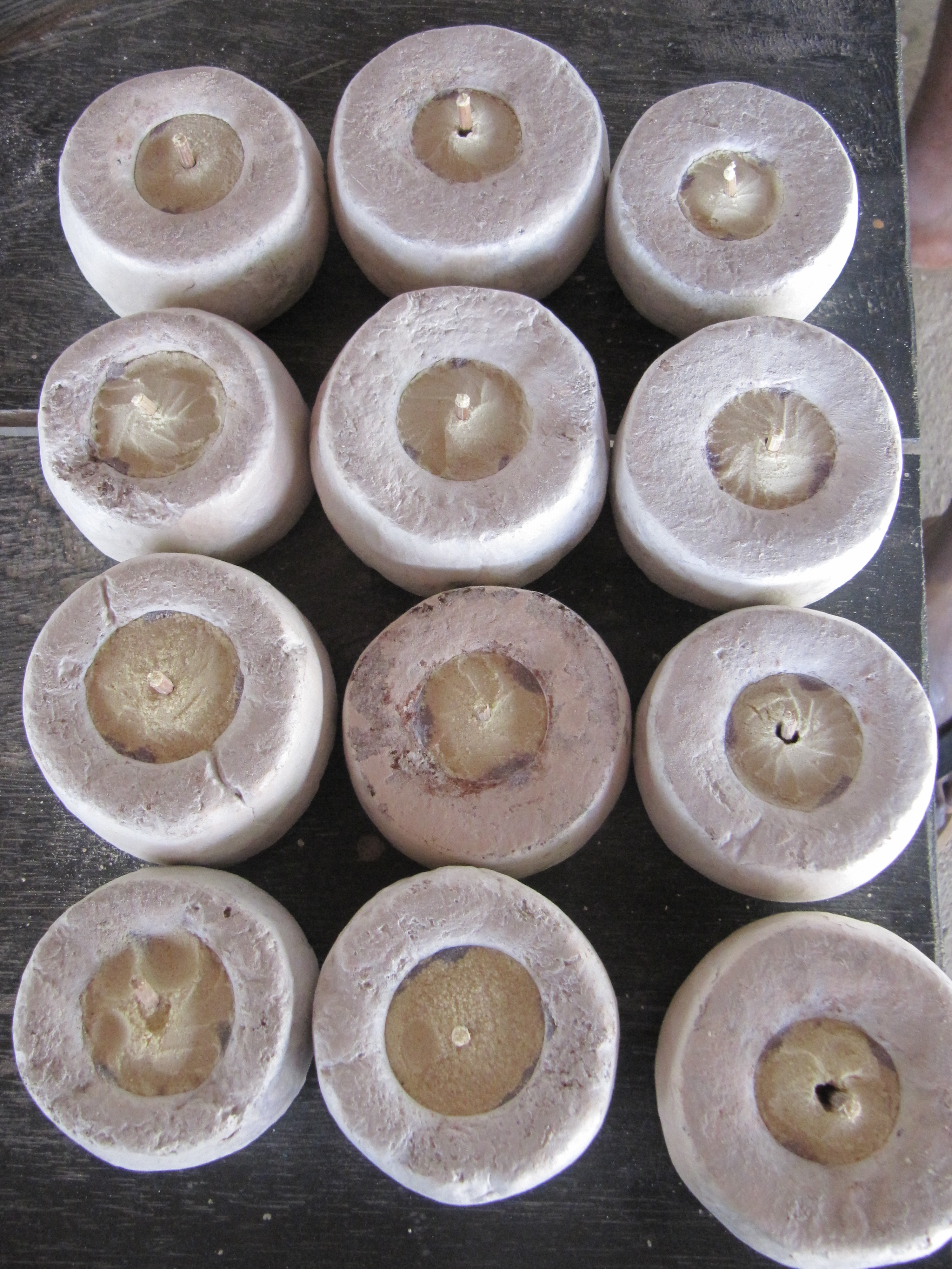
Perles avant cuisson
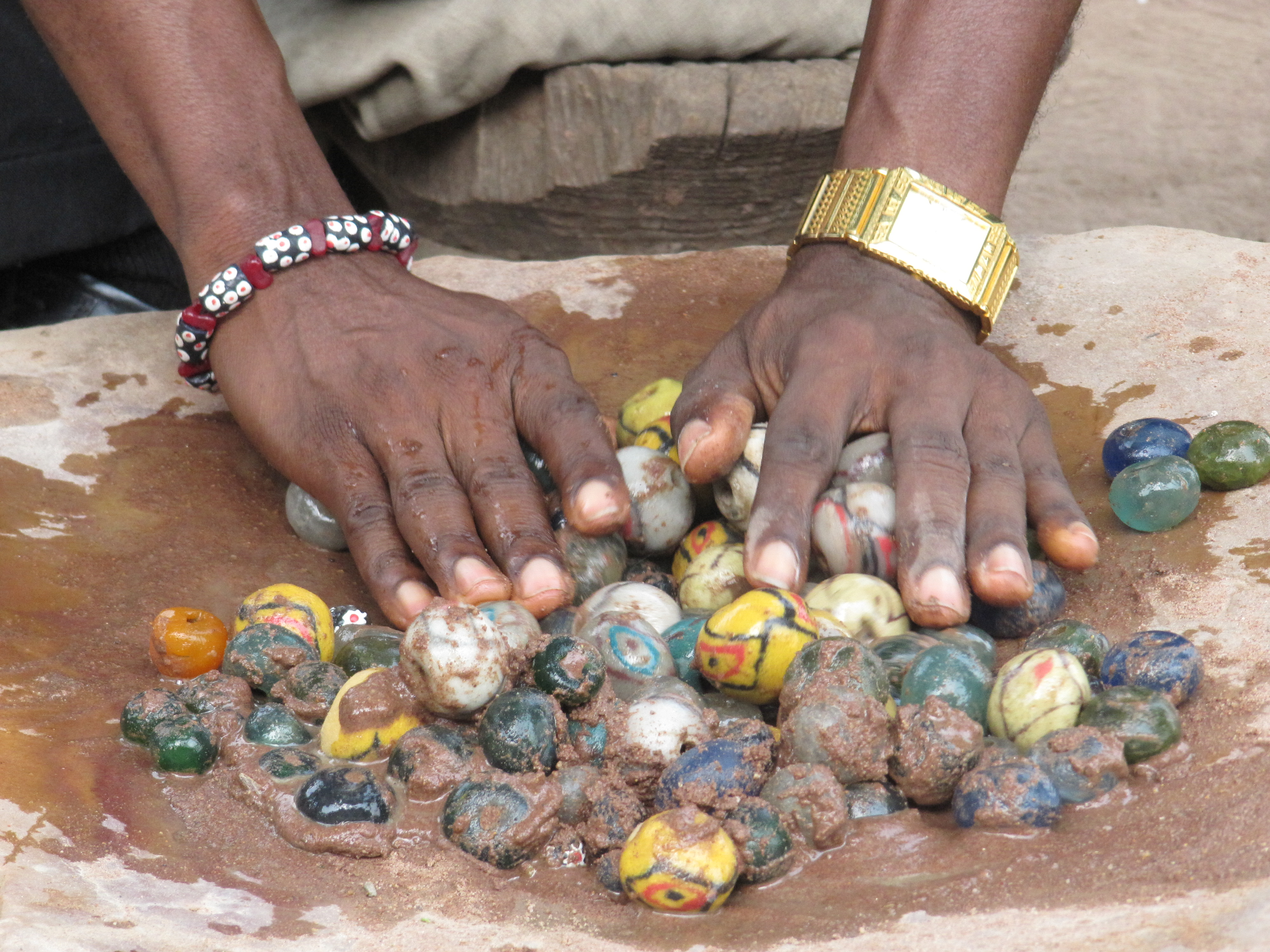
Polissage des perles
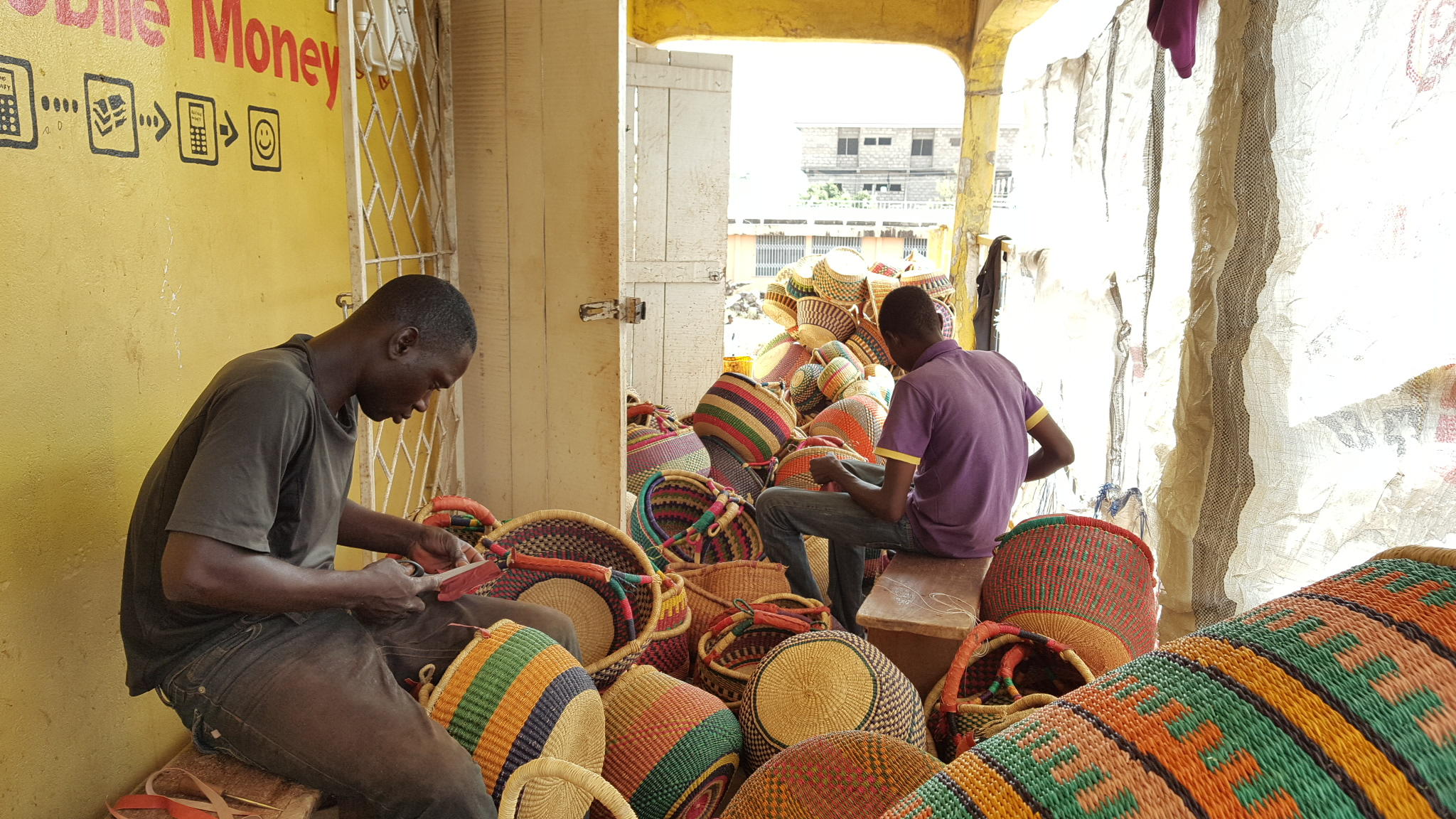
Paniers de Bolgatanga

La statuaire, principalement féminine, est liée à des rites de fécondité. Claude Felder dit Ebow, Saka Acquaye et son élève Kofi Setordji sont des sculpteurs contemporains réputés puisant les racines de leur art dans la tradition ashanti. Au sein de cette tradition, le tabouret en bois sculpté est une particularité du mobilier akan. Symbolisant le pouvoir royal, il est parfois recouvert d'argent ou d'or et commémore une légende du pays ashanti selon laquelle il serait descendu du ciel sous le règne d'Osei Tutu. Il est l'emblème du drapeau ashanti. Une autre particularité, plus récente, concerne la production de cercueils figuratifs rappelant l'activité du défunt, innovation attribuée à Kane Kwei.
La peinture populaire est également très répandue. Elle décore les barques des pêcheurs, les enseignes des commerçants et certains véhicules (tro tro, mamy trucks). Une tradition plus académique, issue du College of Arts de l'université de Kumasi existe depuis les années 1950. Ablade Glover, Glen Turner, Larry Otoo, Clottey Seth, Wiz Kudowor, El Anatsui, Owusu-Ankomah, George Hughes et Kwame Akoto dit Almighity God sont des peintres et artistes contemporains dont la renommée dépasse parfois les frontières du Ghana. Victor Butler et Ato Delaquis représentent une tradition naïve plus individualiste. Bien que le marché de l'art n'existe pratiquement pas, à part quelques galeries et de rares collectionneurs, la Foundation of Contemporary Art et l'Institut Goethe organisent régulièrement des manifestations artistiques.

## Arts visuels

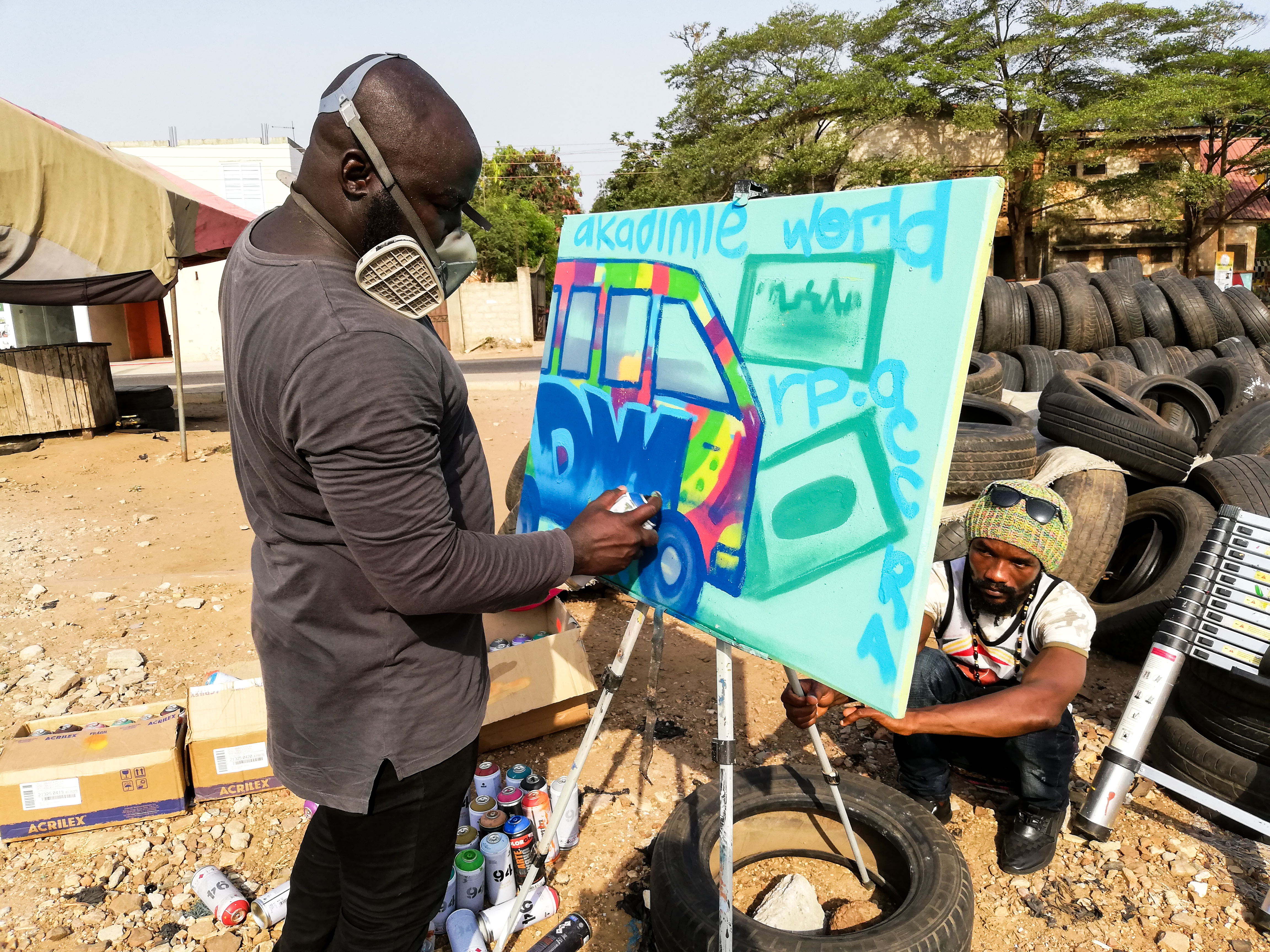
Mohammed Awudu (Moh), graffeur.

- Arts visuels, Arts plastiques, Art brut, Art urbain
- Liste d'art rupestre en Afrique, Art rupestre
- Art africain traditionnel, Art contemporain africain
- Liste de musées au Ghana (en), dont
  - Bisa Abrewa Museum, Artists Alliance Gallery (Omanye House)
- Ghana Freedom (en), participation ghanéenne à la 58e Biennale de Venise (2019)
- Artistes ghanéens
- Plasticiens ghanéens contemporains

### Dessin
- Symboles Adinkra, du peuple Akan

#### Bande dessinée
- Auteurs ghanéens de bande dessinée

### Peinture
- Peinture, Catégorie:Peinture par pays
- Peintres ghanéens
  - Ben Agbee, Kwadwo Ani, James Cudjoe, Wiz Kudowor, Kobina Nyarko, Rikki Wemega-Kwawu

### Sculpture
- Sculpteurs ghanéens
  - Kudjoe Affutu, Eric Adjetey Anang, El Anatsui, Wiz Kudowor, Kwame Akoto-Bamfo, Daniel Mensah, Ataa Oko
- Tchitcherik, statuettes en bois, culte des ancêtres du peuple Moba

### Architecture
- David Adjaye, Hayford Akrofi, Nana Akua Birmeh, Theodore S. Clerk, Elsie Owusu
- Forts et châteaux de Volta, d'Accra et ses environs et des régions centrale et ouest (1482-1876) (Liste du patrimoine mondial au Ghana)
- Marché Makola (en) (1924)
- Musée national du Ghana (en) (1957)
- Place de l'Étoile Noire (1961)
- Job 600 (en) (1965, Palais dee l'Unité africaine)
- Mausolée de Kwame Nkrumah (1992)
- Monument du Jour de la Libération (en)
- Arche de l'Indépendance (en)

### Photographie
- Edmund Abaka, Philip Kwame Apagya, James Barnor, Felicia Ansah Abban

## Arts du spectacle
- Spectacle vivant, Performance, Art sonore
- Conteurs ghanéens
- Humoristes ghanéens

### Musique(s)
- Catégorie:Musique par pays, Musique improvisée, Improvisation musicale
- Musique du Ghana (en)[20]

#### Musique traditionnelle
- Instruments traditionnels, Instruments de musique du Ghana : xalam, goje, balafon, akete, seperewa, adoua, harpe-luth, talking drum...
- Traditions musicales de l'Afrique subsaharienne (en)
- Rythme en Afrique subsaharienne (en)
- Harmonie traditionnelle en Afrique subsaharienne (en)
- Musique africaine, Musique d'Afrique (en)
- Musique ewe (en)

#### Musique contemporaine
- Afropop
- Hip hop ghanéen (en)
- Highlife, hiplife
- Raglife (en)
- Musiciens de jazz ghanéens (Ebo Taylor, E.T. Mensah, Gyedu-Blay Ambolley)
- Liste de musiciens ghanéens (en) par genre
- Chanteurs ghanéens

### Danse(s)

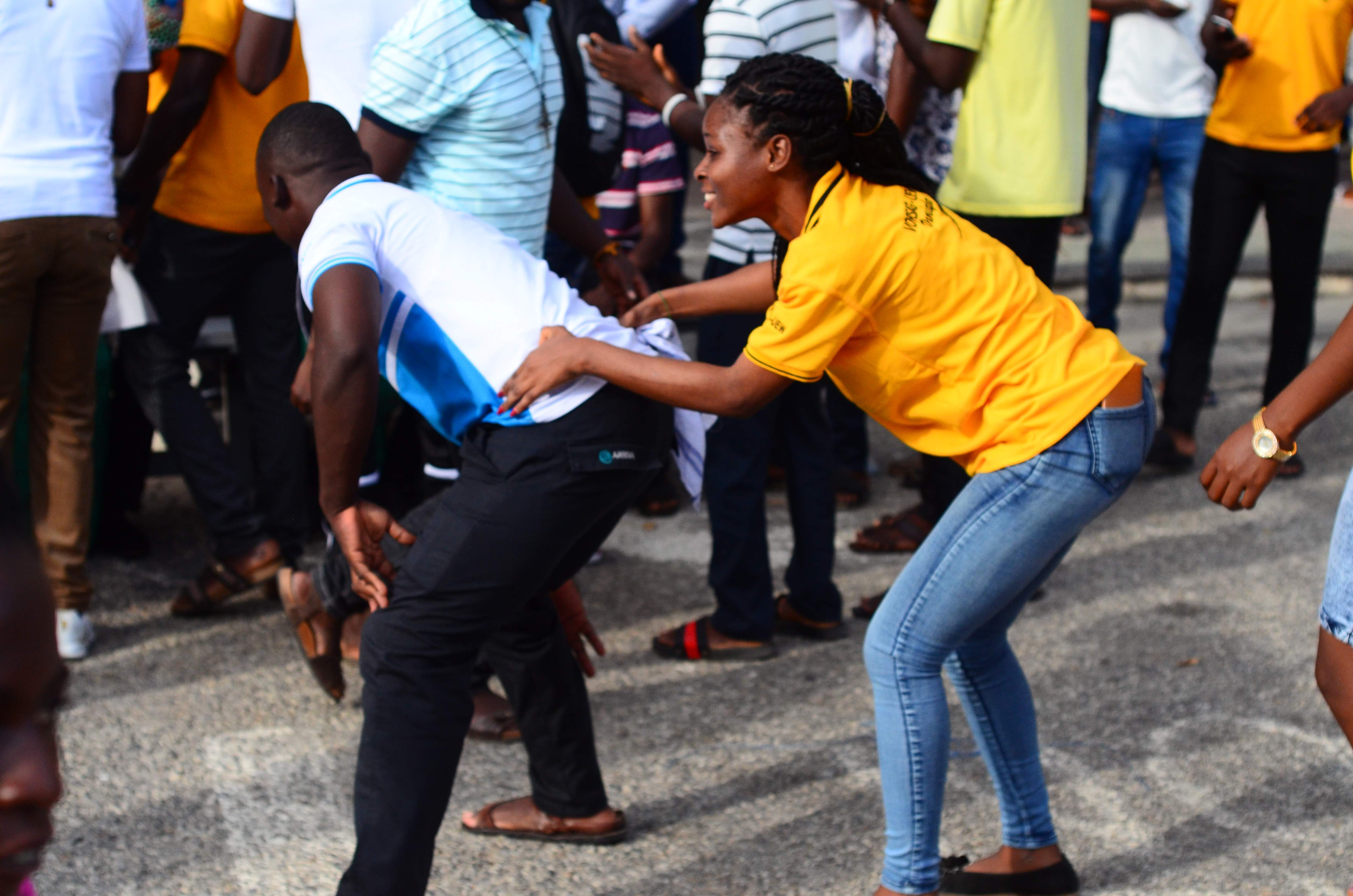
Danse Borborbor.

- Danses du Ghana
- Traditionnelles[21] : Baamaya, Johangu
- Azonto
- Agbekor (en)
- Kpanlogo (en)
- Borborbor (en) (ewe)
- Foumé Foumé (de)

#### Danseurs
- Obo Addy (en) (1936-2012)
- Awal Alhassan (1980-)

### Théâtre
- Improvisation théâtrale, Jeu narratif
- Théâtre ghanéen, Théâtres ghanéens
- Théâtre national du Ghana (inauguré en 1992)
- Dramaturges ghanéens, Dramaturges du Ghana (en)
- Metteurs en scène ghanéens, Liste de metteurs en scène ghanéens
- Pièces de théâtre ghanéennes
- Chantier panafricain d'écriture dramatique des femmes
- Troupes de théâtre ghanéennes
- Theatre for a Change (2003)[22]

#### Historique
- Brève histoire du théâtre au Ghana (pdf de 29 pages)[23],[24]
- Le théâtre anglophone du Nigeria, du Ghana et de la Sierra Leone[25]
  - avant les Européens, folk opera yoruba, comic play fante...
  - théâtre anglo-africain de Lagos et Abeokuta (1866-1920), Kobina Sekyi,
  - théâtre indigène (1890-1920)
  - théâtre écrit de la Côte de l’Or de 1930 à 1960, Onitsha, James Ene Henshaw
  - après les indépendances (1957-1975), Efua Sutherland (1924-1996), Joe de Graft (1924-1978), Cameron Duodu (1937-), Asiedu Yirenkyi (1942-), Ama Ata Aidoo (1942-), Ferdinand Kwasi Fiawoo (1944-), Mohammed ben Abdallah (1944-)...
  - depuis 1975

### Autres: marionnettes, mime, pantomime, prestidigitation
- Kleinkunst, toute forme mineure des arts de scène
- Arts de la rue, Arts forains, Cirque,Théâtre de rue, Spectacle de rue,
- Marionnette, Arts pluridisciplinaires, Performance (art)…
- Arts de la marionnette au Ghana sur le site de l'Union internationale de la marionnette

### Cinéma
- Cinéma ghanéen
- Liste de films ghanéens, Liste de films ghanéens (par défaut) (en)
- Films ghanéens
- Films tournés au Ghana
- Films se déroulant au Ghana
- Réalisateurs ghanéens, Scénaristes ghanéens, Monteurs ghanéens, Producteurs ghanéens
  - Parmi les cinéastes reconnus : Kwaw Ansah, John Akomfrah, King Ampaw, Yaba Badoe, Chris Hesse, Jim Awindor, Tom Ribeiro, Ernest Abeikwe, Ajesu, Leila Djansi, Shirley Frimpong-Manso, Halaru B. Wandagou, Nii Kwate Owoo[26]...
- Acteurs ghanéens, Actrices ghanéennes
- Cinéma ghanéen, Cinémas ghanéens
- Ghana Movie Awards
- National Film and Television Institute (en), depuis 1978, devenu en 2017 Media and Creative Arts University College
- Cinéma africain, Golden Movie Awards, récompense concernant le cinéma et la télévision en Afrique, depuis 2015

Depuis l'indépendance, un cinéma proprement ghanéen s'est développé peu à peu avec les activités de la Ghana Film Industry Corporation qui a existé entre 1971 et 1996.
Dans les années 1990, des réalisateurs ghanéens se font connaître dans les festivals internationaux, principalement Kwaw Ansah (Love Brewed in the African Pot, 1980 ; Heritage Africa, 1988) puis John Akomfrak (Goldie, when Saturn Returnz, 1998).
Des Ghana Film Awards sont institués en 1999 pour récompenser et encourager les cinéastes.
Le pays connaît également une explosion de films à tout petit budget tournés par des cinéastes recourant parfois aux membres de leur famille ; ces films, vendus en vidéo, sont projetés dans les garages, les églises et les salles polyvalentes et sont très populaires.

### Autres
- Vidéo, Jeux vidéo, Art numérique, Art interactif
- Jeu vidéo se déroulant au Ghana
- Réseau africain des promoteurs et entrepreneurs culturels (RAPEC), ONG
- Société africaine de culture, association (SAC, 1956), devenue Communauté africaine de culture (CAC)
- Congrès des écrivains et artistes noirs (1956)
- Festival mondial des arts nègres (1966, 2010)
- Confréries de chasseurs en Afrique

## Tourisme
- Tourisme au Ghana (en) [28]
- Zoo de Kumasi (en)
- Parcs nationaux du Ghana

## Patrimoine
- Héritage culturel matériel du Ghana (en)
- Liste de châteaux au Ghana
- Liste des cathédrales du Ghana

Le programme Patrimoine culturel immatériel (UNESCO, 2003) n'a encore rien inscrit pour ce pays dans sa liste représentative du patrimoine culturel immatériel de l’humanité (au 15/01/2016).

### Musées et autres institutions
- Liste de musées au Ghana, dont National Museum of Ghana (en)

### Liste du Patrimoine mondial
Le programme Patrimoine mondial (UNESCO, 1971) a inscrit dans sa liste du Patrimoine mondial (au 12/01/2016) : Liste du patrimoine mondial au Ghana.

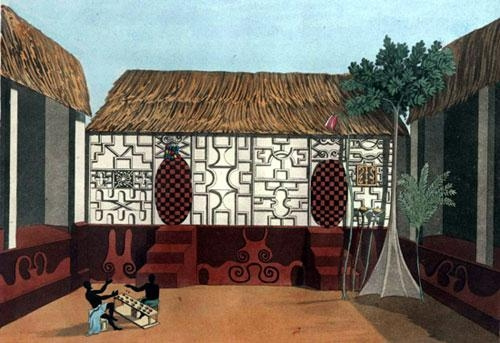
Architecture traditionnelle ashanti

Plusieurs sites et constructions sont répertoriées au Patrimoine mondial de l'UNESCO :
- Bâtiments traditionnels ashanti situés au nord-est de Kumasi. Ces maisons de bois, de terre et de chaume sont parmi les derniers vestiges de l'apogée de la culture ashanti au XVIIIe siècle. Ces constructions sont aujourd'hui mises en péril par le climat et le soleil.
- Forts et châteaux de Volta, d'Accra et de ses environs et des régions centrales et ouest situés sur la cote ghanéenne, entre Keta et Beyin. Ce sont les vestiges des comptoirs fortifiés construits par les colons portugais entre 1482 et 1786, sur les routes maritimes des itinéraires commerciaux.

### Registre international Mémoire du monde
Le programme Mémoire du monde (UNESCO, 1992) a inscrit dans son registre international Mémoire du monde (au 15/01/2016) :
- 2011 : Archives de la Compagnie néerlandaise des Indes Occidentales (Westindische Compagnie)[29].

### Discographie
- (en) Ashanti folk tales from Ghana : from the Hat-Shaking dance and other tales from the Gold Coast (voix, Harold Courlander), Smithsonian Folkways recordings, Washington, D.C., 1959
- (en) Music of the Ewe of Ghana (enreg. Seth Kobla Ladzekpo), Smithsonian Folkways recordings, Washington, D.C., 1969
- (en) Traditional drumming and dances of Ghana (enreg. John Tanson), Smithsonian Folkways recordings, Washington, D.C., 1976
- (en) Rhythms of life, songs of wisdom : Akan music from Ghana, West Africa (enreg. Roger Vetter), Smithsonian Folkways recordings, Washington, D.C., 1996
- (en) Music in Ghana : a selection out of the archives of African music at the Institute of African Studies, University of Ghana, Legon, Popular African music, Francfort ; Archiv der Musik Africas, Institut für Ethnologie und Afrikastudien, Mayence, 1997
- Sunday Monday, Ghana : musique de vin de palme, Buda musique, Adès, Paris
- Ghana, Cape Coast : traditions en mutation (collec. Trevor Wiggins), VDE-Gallo, Lausanne ; distrib. Integrale distribution, Paris, 2004

### Filmographie
- (en) Ewe stories and storytellers from Ghana, film documentaire de Rob Goedemans, Leiden University, Leyde, 2005, 28 min (DVD)
- (en) Future Remembrance : Photography and Image Arts in Ghana, film documentaire de Tobias Wendl et Nancy Du Plessis, Documentary Educational Resources, Watertown, 2005, 55 min (DVD)
- Les Maîtres fous, film documentaire de Jean Rouch, Ministère de la culture et de la communication, Direction du livre et de la lecture, Paris, 2004 (1954), 28 min (VHS)
- L'industrie audiovisuelle au Ghana, film documentaire de Raymond Tiendre, Médiathèque des Trois monde, Paris, 2006, 50 min (VHS)